# Lady Pank – Box 13 CD
Lady Pank – Box 13 CD – zestaw trzynastu najstarszych studyjnych płyt zespołu Lady Pank, wydany na trzynastu nośnikach 30 listopada 2007 z okazji 25-lecia zespołu. Wszystkie albumy zostały zremasterowane. Zestaw ten zawiera wiele wcześniej niepublikowanych dodatków i bonusów dołożonych na poszczególne płyty zgodnie z sesjami nagraniowymi z jakich pochodzą utwory lub według kolejności chronologicznej.
26 października 2018 ukazała się edycja limitowana zestawu, wszystkie albumy zostały od nowa zremasterowane. Wersja ta jest pozbawiona bonusowych utworów.

## Lista płyt
1. Lady Pank
2. Ohyda
3. Drop Everything
4. LP 3
5. O dwóch takich, co ukradli księżyc (płyta zawiera również O dwóch takich, co ukradli księżyc cz. 2)
6. Tacy sami
7. Zawsze tam, gdzie ty
8. Na na
9. Mała wojna – akustycznie (koncert akustyczny)
10. Międzyzdroje
11. Zimowe graffiti
12. W transie
13. Łowcy głów

## Wybrane bonusy

### Lady Pank
Wszystkie bonusy pochodzą z pierwszych sesji nagraniowych zespołu (grudzień 1981–1982), powstałe przed nagraniem debiutanckiego albumu. 
- „Mała Lady Punk” i pierwsza wersja „Minus 10 w Rio” ukazały się na singlu Tonpressu (S-443) w 1982 roku.
- „Tańcz głupia, tańcz” oraz „Vademecum skauta” w wersji reggae, pierwszy raz pojawiły się na składance Na luzie (SVT-003) Savitoru w roku 1983.
- Druga wersja „Minus 10 w Rio” ukazała się wcześniej w ramach składanki Lady Pank ’81–’85 wydanej przez firmę Intersonus w 1994 roku.
- Hardrockowe „Mniej niż zero” pojawiło się oficjalnie po raz pierwszy.

### Ohyda
- Zawiera koncert zespołu, który ukazał się na kasecie Live (wyd. Karolina)[2].

### Drop Everything
- Utwór „On Top” pojawił się wcześniej na kasetowej wersji albumu, zatytułowanej właśnie On Top, a wydanej w 1985 roku przez firmę Polmark. Nagranie pochodzi z koncertu zespołu jako gwiazdy festiwalu w Sopocie w roku 1985; jest anglojęzyczną wersją piosenki „Osobno” z albumu LP 3 (1986)
- „Sly” pierwotnie został wydany na singlu Tonpress (S-591) w 1986 roku, razem z „This is only rock'n'roll”. Ten drugi, w tym samym czasie ukazał się również na składance Music from Poland at Midem '86 Polskich Nagrań.

### LP 3
- „Sztuka latania” i „Banalna rzecz; C'est la vie” ukazały się na składance Sztuka latania (SVT-015) Savitoru w 1985 roku;
- „Raport z N.” ukazał się w 1985 na singlu Tonpressu (S-527);
- „Augustowskie noce” (muzyka Franciszka Leszczyńska; słowa Andrzej Tylczyński, Zbigniew Zapert) to cover piosenki Hanny Rek i Marii Koterbskiej, nagrany w 1984 roku, przedtem niewydany.

### Tacy sami
- „Zasypiam nad ranem” pochodzi z tej samej sesji nagraniowej co cały album, lecz kompozycja ta nie została wydana na płycie. Utwór był zaprezentowany w promującym ten album programie telewizyjnym pod tym samym tytułem co sama płyta.